# Bellavary
Bellavary is een plaats in het Ierse graafschap Mayo.